# Radechiv
Radechiv (ukrajinsky Раде́хів, rusky Радехов – Raděchov, polsky Radziechów) je město v Lvovské oblasti na Ukrajině na území historického Haliče. Leží na říčce Ostrivce zhruba 68 kilometrů na severovýchod od Lvova, hlavního města oblasti. V roce 2011 žilo v Radechivu 9 463 obyvatel.
V meziválečném období byl Radechiv součástí druhé Polské republiky, před první světovou válkou patřil k Rakousku-Uhersku.